# Rhynchostoma australiense
Rhynchostoma australiense är en svampart som beskrevs av Petr. 1954. Rhynchostoma australiense ingår i släktet Rhynchostoma, klassen Eurotiomycetes, divisionen sporsäcksvampar och riket svampar.   Inga underarter finns listade i Catalogue of Life.